# Maciej Krupnik
Maciej Krupnik (ur. 11 grudnia 1971 w Jaworznie) – polski siatkarz.
Swoją karierę sportową rozpoczynał w jaworznickiej drużynie piłki nożnej, jako bramkarz, natomiast karierę siatkarską w roku 1989 w Górniku Jaworzno. W 1990 r. był już zawodnikiem Gwardii Wrocław. Sezon 2003/04 spędził jako zawodnik klubu KS Nysa, po czym z powrotem stał się zawodnikiem wrocławskiego klubu i tak było do 2010 roku.

## Wyróżnienia
- 2. miejsca w klasyfikacji najlepiej blokujących w Polskiej Lidze Siatkówki w sezonie 2003/2004.